# 陳書
『陳書』（ちんしょ）は、唐の史学家である姚思廉が636年に編纂した史書であり、二十四史のうちの一つである。
中国南北朝時代（439年 - 589年）の南朝最後の王朝である陳の断代史である。皇帝・王を中心に記した本紀6巻と、国に仕える家臣や周辺異民族のエピソードが記された列伝30巻からの構成となっており、表や志を持たない。
11世紀ごろ、北宋の史館修撰であった曾鞏らの手によって刊行された。

## 内容

### 本紀
1. 本紀第一 - 高祖上
2. 本紀第二 - 高祖下
3. 本紀第三 - 世祖
4. 本紀第四 - 廃帝
5. 本紀第五 - 宣帝
6. 本紀第六 - 後主

### 列伝
1. 列伝第一 皇后 - 高祖章皇后・世祖沈皇后・沈欽・廃帝王皇后・高宗柳皇后・後主沈皇后・張貴妃
2. 列伝第二 - 杜僧明・周文育・侯安都
3. 列伝第三 - 侯瑱・欧陽頠・呉明徹
4. 列伝第四 - 周鉄虎・程霊洗
5. 列伝第五 - 黄法𣰰・淳于量・章昭達
6. 列伝第六 - 胡穎・胡鑠・徐度・杜稜・沈恪
7. 列伝第七 - 徐世譜・魯悉達・周敷・荀朗・周炅
8. 列伝第八 - 衡陽献王昌・南康愍王曇朗
9. 列伝第九 宗室 - 陳擬・陳詳・陳慧紀
10. 列伝第十 - 趙知礼・蔡景歴・劉師知・謝岐
11. 列伝第十一 - 王沖・王通・王勱・袁敬・袁枢
12. 列伝第十二 - 沈衆・袁泌・劉仲威・劉広徳・陸山才・王質・韋載
13. 列伝第十三 - 沈炯・虞茘・馬枢
14. 列伝第十四 - 到仲挙・韓子高・華皎
15. 列伝第十五 - 謝哲・蕭乾・謝嘏・張種・王固・孔奐・蕭允・蕭引
16. 列伝第十六 - 陸子隆・銭道戢・駱牙
17. 列伝第十七 - 沈君理・沈邁・沈君高・王瑒・王瑜・陸繕
18. 列伝第十八 - 周弘正・周弘直・周確・袁憲
19. 列伝第十九 - 裴忌・孫瑒
20. 列伝第二十 - 徐陵・徐倹・徐孝克
21. 列伝第二十一 - 江総・姚察
22. 列伝第二十二 世祖九王・高宗二十九王・後主諸子
23. 列伝第二十三 - 宗元饒・司馬申・毛喜・蔡徴
24. 列伝第二十四 - 蕭済・陸瓊・顧野王・傅縡
25. 列伝第二十五 - 蕭摩訶・任忠・樊毅・魯広達
26. 列伝第二十六 孝行 - 殷不害・謝貞・司馬暠・張昭
27. 列伝第二十七 儒林 - 沈文阿・沈洙・戚袞・鄭灼・張崖・陸詡・沈徳威・賀徳基・全緩・張譏・顧越・沈不害・王元規
28. 列伝第二十八 文学 - 杜之偉・顔晃・江徳藻・庾持・許亨・褚玠・岑之敬・陸琰・何之元・徐伯陽・張正見・蔡凝・阮卓
29. 列伝第二十九 - 熊曇朗・周迪・留異・陳宝応
30. 列伝第三十 - 始興王叔陵・新安王伯固